# Santiago Fernández y Melgar

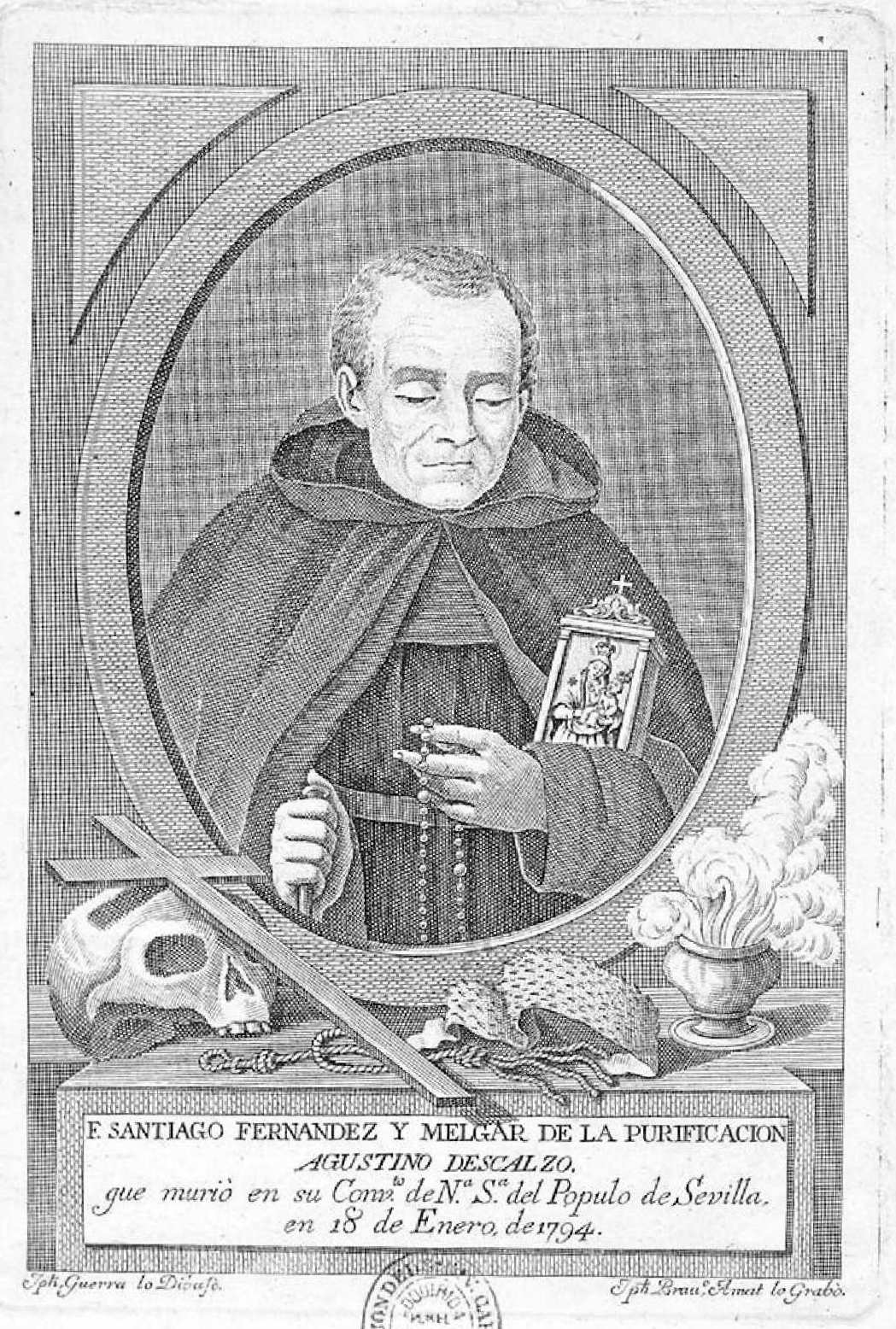
Fray Santiago Fernández y Melgar, grabado de José Braulio Amat por dibujo de José Guerra. Inscripción: «F. SANTIAGO FERNANDEZ Y MELGAR DE LA PURIFICACION / AGUSTINO DESCALZO. / que muriò en su conv.to de N.ª S.ª del Populo de Sevilla, en 18 de Enero, de 1794». Biblioteca Nacional de España.

Santiago Fernández y Melgar (Sotillo de Sanabria, Zamora, 1718-Sevilla, 18 de enero de 1794) fue un religioso español.

## Vida
Fue bautizado en la parroquia de su pueblo el 24 de julio de 1718 y era hijo de Bartolomé Fernández y Ana Melgar. En 1737 y para evitar un matrimonio de conveniencia orquestado por sus padres parte a pie para Andalucía. Tras trabajar en Écija en una hacienda, llega a Sevilla, donde se instala como cocinero en el Convento Agustino Recoleto del Pópulo. Es en ese momento cuando comienza su carrera eclesiástica que le llevará a convertirse en Hermano Lego descalzo de la orden agustina. Muere, en fama de santidad, el 18 de enero de 1794 en Sevilla. Cinco años después, el 26 de agosto de 1799, el franciscano Miguel Rodríguez y Carbajo organizará un homenaje al difunto en la parroquia de Sotillo, con asistencia del Obispo de Astorga.